# マリー＝ウジェーヌ・ド・ランファン・ジェジュ
マリー＝ウジェーヌ・ド・ランファン・ジェジュ（フランス語:Marie-Eugène de l'Enfant-Jésus、本名：Henri Grialouアンリ・グリアルー、1894年12月2日-1967年3月27日）はフランスのカトリック跣足カルメル会の修道司祭、福者、在俗会ノートルダム・ド・ヴィ（いのちの聖母会）創立者。
なお、日本の男子跣足カルメル会とノートルダム・ド・ヴィの協議により、2016年11月16日の列福式以降、日本における「幼きイエスのマリー・エウジェンヌ神父」の名称を 「幼きイエスのマリー゠ユジェーヌ神父」とすることとなった。

## 生涯
アンリはフランス中央部アヴェロン県の山岳地帯に住む炭坑夫の5番目の子供として生まれ、生活は質素で貧しいもの、両親から不屈の精神と強い信仰心を受けて育った。彼は幼少のころから司祭への憧れを抱くようになる。しかし1904年1月、父は突然の病気により他界。母はアンリを含む5人の子供を一人で養育することを余儀なくされた。翌1905年に初聖体を受けて司祭への召命を強くし、「聖霊会」という宣教会が募集した特待生になることを決心し、単身イタリアへ旅立つ。その間、彼の精神力は磨きをかけていった。
3年後に帰国してグラーヴの小神学校に入学し、非常に優秀な成績を修めた。母は息子が教区司祭になることを期待し負担を惜しまなかった。1911年、ロデーズの大神学校に入学するが、1913年に第1次世界大戦が勃発、アンリは徴兵されて学業を中断し戦地に赴き、負傷したものの戦地に戻り、前線に向かったがアンリをはじめとする部隊は無傷で帰還した。1919年には戦場での功績により陸軍中尉に昇格、レジオンドヌール勲章を授与されたが、アンリは司祭になることを諦めず、復員後に大神学校へ戻った。
1920年12月18日、副助祭に叙階。その準備中に『十字架の聖ヨハネ略伝』を読み、カルメル会への入会を決心する。指導司祭をはじめ司教らの教会関係者は反対し、特に母親の反対は強烈であった。しかしアンリはその決心を揺るがすことなくカルメル会への入会は許された。
1922年2月4日、司祭に叙階。彼は一生涯繰り返すことになる「私は司祭、この一語で十分だ」の言葉を残した。初ミサをあげた後、同年2月24日、フォンテーヌブロー付近のアヴォンのカルメル会修道院に入り、修練期を経て、1923年に初誓願を立てる。修道名は尊敬するリジューのテレーズにちなみ「幼きイエスのマリー・エウジェンヌ(マリー゠ユジェーヌ)」にし、以降はそう名乗ることになる。
彼は修道者としての生活を送り、また司祭として霊的指導を行い、1924年にリールに派遣され、『カルメル』誌の編集者として活躍を見せた。1926年に終生誓願を立て、1928年にはプティカストレの小神学校の教師に就任し、マルセイユの哲学学者や知識人に出会い、依頼を受けるようになる。1929年、グリアルーは3人の女性教師らに出会い奉献生活への望みを知る。彼はカルメル会の霊性に基づく奉献生活を模索した。1932年に落成されたアジャンの修道院で修道院長に任命され、その前にプロヴァンス地方のヴナスクという町にある「いのちの聖母」の聖堂に巡礼し、そこに在俗のグループを形成する。それが後に在俗会「ノートルダム・ド・ヴィ」へと発展していく。会名は本拠地であるヴナスクの「いのちの聖母」にちなむ。
1937年4月17日、カルメル会総長顧問に選出されローマに赴き、同年、ノートルダム・ド・ヴィはカルメル第三会在俗会として認可された。その間、第二次世界大戦勃発で従軍司祭として動員され、終戦後はローマに戻り、総長代理として1955年まで滞在した。グリアルーは帰国し、フランス国内の女子カルメル会の連合を組織化し、またアキテーヌ管区の管区長に選出されその任期を全うする。
その後は健康が徐々に悪化し障害も生じてきたにもかかわらず、彼は黙想会の指導や司祭・神学生の育成などの務めを忠実に果たし、1967年3月27日、復活の月曜日に帰天（死去）。教会はグリアルーの聖徳を認め、1985年、列福調査を開始し、2011年、尊者の称号を受け、2016年11月19日、アヴィニョンにて列福された。